# 芒市土司
芒市土司，正式名称芒市御夷长官司、芒市安抚司，是中国云南省西部地区历史上的一个傣族土司政权，位于今德宏傣族景颇族自治州芒市境内。因麓川之役中芒市土酋从征有功，明朝在1443年设置了芒市御夷长官司，1640年升格芒市安抚司。民国时期，中央政府在此设置了潞西设治局等流官机构，希冀通过“改土归流”取缔土司制度，芒市土司则与其他傣族土司联合抵制改土归流，甚至秘密策划过自治活动，最后以国民政府妥协保留土司制度而结束。
芒市正印土司在辖境内有政治、军事、经济的绝对独裁权，实行世袭的嫡长子继承制，全部土地均由土司所有，农民上缴的官租、杂派总额达到年收入的60%以上。芒市土司也向中央王朝进贡方物和差发银，不过上缴远低于官租收入。土司制度一直延续到中华人民共和国成立后，最终因土地改革运动消失，历经512年，共传23代。

## 历史

### 土司的建立
唐朝时期，芒市为茫蛮部落所居，出现了“茫施”一名，大理国时为金齿诸部之一:6，中统初年内附元朝，元王朝设置了茫施路。不久后，随着麓川路勐卯政权的崛起，茫施路实际被麓川路吞并，元末摆脱中央政府自治一方。明王朝进入云南后，未承认麓川统治芒市的事实，在宣布的行政建制中列有芒施府，随后开始“析麓川地”，将众多土司政权从原麓川控制区内拆分，木邦、南甸、干崖等均是这一时期从麓川分出的土司，而芒市紧邻麓川的发源地，此时仍然由麓川控制。正统七年（1442年），芒市“陶孟”刀放革（放定正）向明军云南总兵官沐晟表示，他与前麓川首领思任发有仇，思任发在1442年的第二次麓川之役战败逃亡阿瓦，其长子思机发回到麓川，放革愿意捉拿思机发献给明朝。明廷兵部认为，放革原与思任发同流，因地位下降于是反叛麓川，向其表示“如能去逆孝顺，当密调土兵助剿机发”，放革最终与明朝合作。正统八年（1443年）正月，思机发进攻放革，被明军击败，同年四月明廷在芒市设置芒市御夷长官司，原“陶孟”放革任长官，隶属金齿军民指挥使司。正统十年（1445年），放革会同木邦土兵，斩杀思机发残党刀怕曩，明英宗敕谕放革：
|                                      | 去年夏，尔放革能听边将调度，躬率夷兵，协力策应刀落（怕）曩等，斩杀贼徒首级，其忠劳可嘉，今特赐敕奖谕，仍赐尔表币彩礼，以旌尔功。尔自今宜勉竭忠诚，始终无怠，用保守境土，永享太平。或有残贼侵扰，即督率夷兵剿杀，庶见尔之功能，尔其钦承之。 |
| ——《明实录·英宗睿皇帝實錄·卷一四〇》 | |

根据芒市土司方氏宗谱的记载，放氏原籍江西省抚州府金溪县:1，一世祖放定正于1438年随征缅甸有功，经兵部尚书王骥题授芒市长官司之职，二世放贞于1465年承袭父职:8。土司宗谱与《明史》和《明实录》有时间差异，王骥征讨麓川是在1441年，因此《明史》与《明实录》应是准确的:8。

### 明朝时期
五世土司放福在位时期（1542年－1573年），芒市南部怒江沿岸的勐板、勐牙发生暴动，土司镇压失败，自此勐板和勐牙不再归属芒市:121，后被木邦吞并，勐板在清末回归中国，清廷设置了勐板土千总:254。万历十一年（1583年），陇川土司的亲信岳凤叛乱，篡土司位，联合缅王莽应里进攻滇西诸地，明缅战争爆发，芒市一度被岳凤占领，因放福与岳凤联姻，明军反击时将放福、放国忠父子一并诛杀:8-9。万历二十年（1592年），放姓族目放珀经明将刘𬘩奏请，承袭土司:9。崇祯十三年（1640年），八世土司放廷臣入贡北京，升授芒市安抚司职。永曆元年（1647年），放廷臣及其子放国璋遭缅兵掳至瓦城，放国璋于次年逃回芒市袭土司位:129。顺治十六年（1659年），十一世土司放爱众向清兵投诚:9。

### 清朝时期

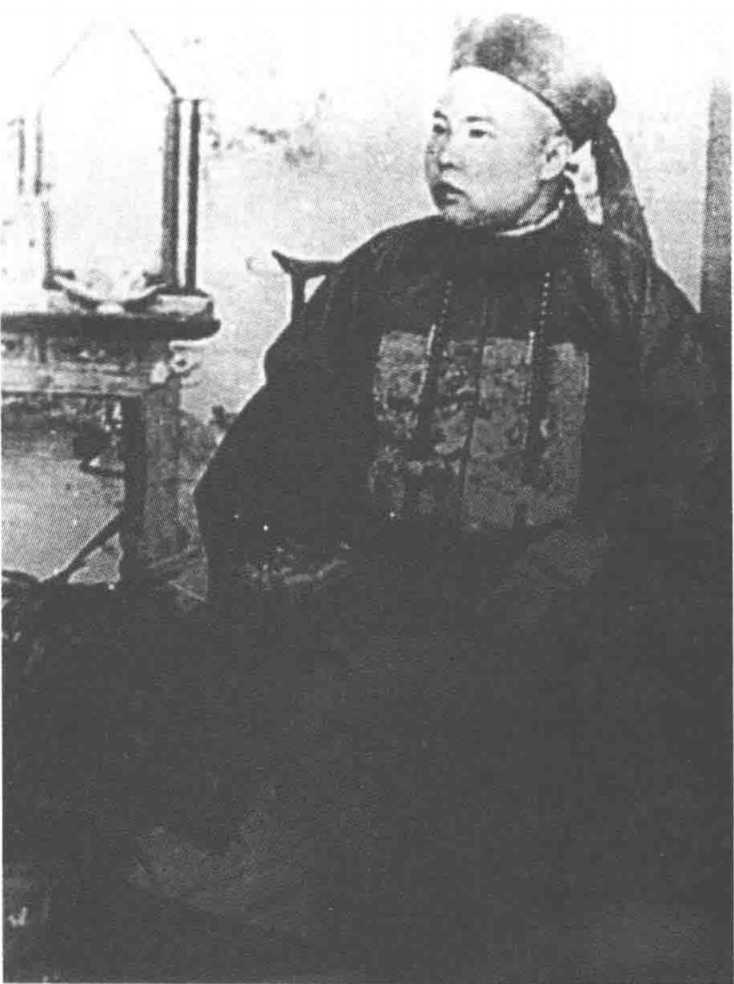
第二十一世土司放正德

乾隆三十年（1765年），缅甸贡榜王朝进兵滇西，占领云南八关外各地，清缅战争爆发，三十二年（1767年）占领陇川、勐卯、遮放、芒市各土司:10。三十三年（1768年），总督明瑞收复芒市等地:10。三十四年（1769年），清军主帅阿里衮病死，傅恒染疾，高宗下令撤兵议和:10。五年战乱使芒市地区人民生活及经济发展遭到重创:10。三十五年（1770年），龙陵厅成立，芒市土司划归龙陵厅管辖:10。
嘉庆二十年（1815年），德昂族联合部分傣族发动起义，进攻芒市城，土司连夜逃到龙陵报告:12。龙陵厅派人前往芒市调查，得知土司放泽重为官不正、苛虐人民，遂上报永昌府及云南省督部府，将放泽重送昆问审，随后放泽重遭清廷革斥司职，遣发大理府安置:12。是次起义于1818年在南甸土司、干崖土司、盏达土司、景颇族山官、汉族地主武装的联合围剿下宣告失败:12。放泽重发配大理后，芒市土司由族目放愈新就任代办，因其横征暴敛，道光元年（1821年）民众再次造反，将之杀害:12。随后，放泽重之兄放泽浩出任土司代办，因见放泽重革徙大理不能归，遂图谋篡夺土司职位，经云贵总督派员调解，放泽重之子放承恩承袭土司职位:12。多年兵灾使得芒市地区经济遭到严重破坏，土地荒芜，人民外逃，出现一片凄凉惨象:12。
道光二十五年（1845年）保山回民起义，放承恩遣兵千余赴保山参战，因立战功，作为嘉奖清廷授其四品正堂，释放放泽重回籍:13。咸丰九年（1859年），杜文秀云南回民起义爆发，部将蔡发春兵抵滇西，芒市土司放庆禄投降，蔡发春升其为大都督，永镇芒市:165-166。同治五年（1866年），清廷对回民起义军的反击开始，放庆禄投靠清廷，亲率土兵出征，因负担官军粮草及出征有功，受到总督岑毓英表彰，擢升三品正堂:14。
腾越起义后，芒市土司与滇西各地响应起义，先后属滇第一军都督府、云南军都督府管理:109。

### 中华民国时期

#### 流官机构
民国2年（1913年），为实行“改土归流”，云南省政府设置了“芒板弹压委员”，驻油菜地，管理芒市安抚司和勐板土千总，隶属滇西道观察史:21。民国4年（1915年），芒板弹压委员与遮卯弹压委员合并为“芒遮板行政委员”，公署驻勐戛，隶属腾越道:22。民国21年（1932年），云南省推行省县两级区划，将有筹设县治必要的行政区改为设治局（准县级），作为建县的过渡机构，成立芒遮板设治局，局署驻勐戛，民国23年（1934年）改称潞西设治局:22。虽然建立了设治局，但却徒有虚名，“土流并治”局面下设治局管理政事均需经过土司衙门:11，地方实权依然由土司掌握:26。民国38年（1949年）8月，潞西设治局改置潞西县，方克胜兼任县长:130。

#### 代办之争

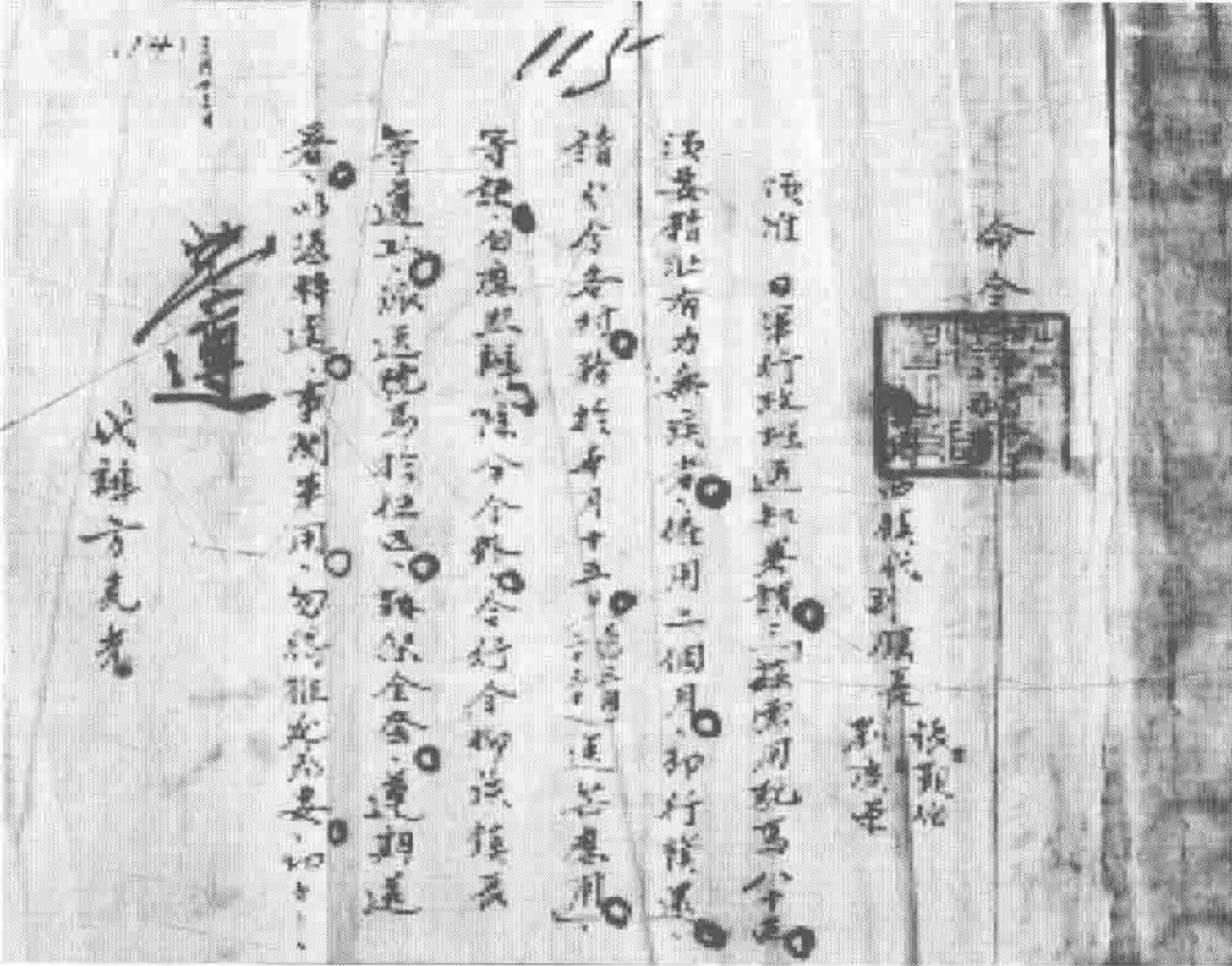
芒市安抚司代日军雇佣马匹的命令，左有落款“代办方克光”

民国20年（1931年），土司方克明患疾而亡，长子方云龙袭位，因年幼无法理事，属官和族目公推方克光出任土司代办，其弟方克胜心怀妒忌，提出“不设代办，以老夫人（方克明母）为主，大家共同来办”:176-177。民国25年（1936年），方云龙夭亡，胞弟方御龙袭位，是为芒市末代土司:15。同年，省政府正式任命方克光为芒市土司代办:181。民国31年（1942年）5月，日军自缅甸攻入滇西，占领芒市等地，第56师团驻扎芒市，横征暴敛，导致地方秩序混乱:16。避居乡下的方克光与潞西设治局长龚正出面会见日本警备队长，要求停止强征蛮抢，所需供给可正式摊派，于是成立“维持会”，由方克光任会长:184。民国33年（1944年）5月，方克胜投奔南甸的游击队，日军担心方克光会与游击队联络，遂将其与方御龙押送到木邦软禁:17。同年8月在滇西大反攻中，为筹办军粮民工，地方事务繁重，十一集团军总司令委任方克胜为土司代办，芒市收复后着手管理芒市土司事务:17。同年12月，方克光等人逃离木邦，民国34年（1945年）2月回到芒市，芒市土司形成了两个代办并存的局面:17。随后，方克光获得了芒市土司及潞西设治局的支持，方克胜争取到保山专署（第六区行政督察专员公署）的支持；民国35年（1946年），保山专员李国清帮助方克胜解除了方克光的武装，次年1月，方克光出走缅甸木邦:18。

#### 自治计划
1944年9月底，时值滇西抗战末期大军压境，各土司忌惮政府趁机废除土司制度，于是在英国势力的召集下秘密召开会议，商讨如何运用英国的力量维护土司制度，史称“高理会议”，芒市土司代办方克胜参会。1945年8月27日，滇西“小陇川会议”召开，各土司继续筹商高理会议的议题，意图建立“特别自治区”，如果缅甸成功独立则将“民族自决”并入缅甸，仍属英国则依“民主主义”投英，方克胜为该次会议的主持人。1946年国民党六届二中全会第十九次会议通过了《边疆问题决议案》，派官员巡视和安抚土司；另一方面，1946年后缅甸独立运动高涨，英国无暇顾及滇西土司，最终滇西土司的“自治”计划胎死腹中。1948年1月4日缅甸宣布独立，2月8日，干崖土司刀京版召集滇西各土司召开会议，成立“川康滇夷族独立设计委员会”，组织土司大同盟反抗政府废除土司制度；10月，云南省主席卢汉电令第十二区行政督察专员杨茂实“建议保留土司制度各节，极有见地，自应照办”，随后刀京版宣布拥护中华民国，滇西诸土司自治风云结束。

#### 政权更替
1949年11月11日，朱家璧率中共滇桂黔边区西进部队占领龙陵县:106，方克胜派兵在芒市与龙陵交界的老木厂、双坡设防，欲阻止边纵进入:2。边纵副司令朱家璧说服方克胜将兵力撤回，但方拒绝中国人民解放军进入芒市，并表示“芒市土司愿守中立”:3。1950年1月至2月，中共保山地委先后派龙陵县长朱家祥、保山专员公署专员黄平赴芒市说服方克胜，向其开具了县长委任状，未果:3。1950年4月21日，中国人民解放军14军41师121团由龙陵开赴芒市:3，方克胜携小土司方御龙出走缅甸:196。土司署91户属官职员中，随方克胜出走缅甸的有30户:16。

### 中华人民共和国时期

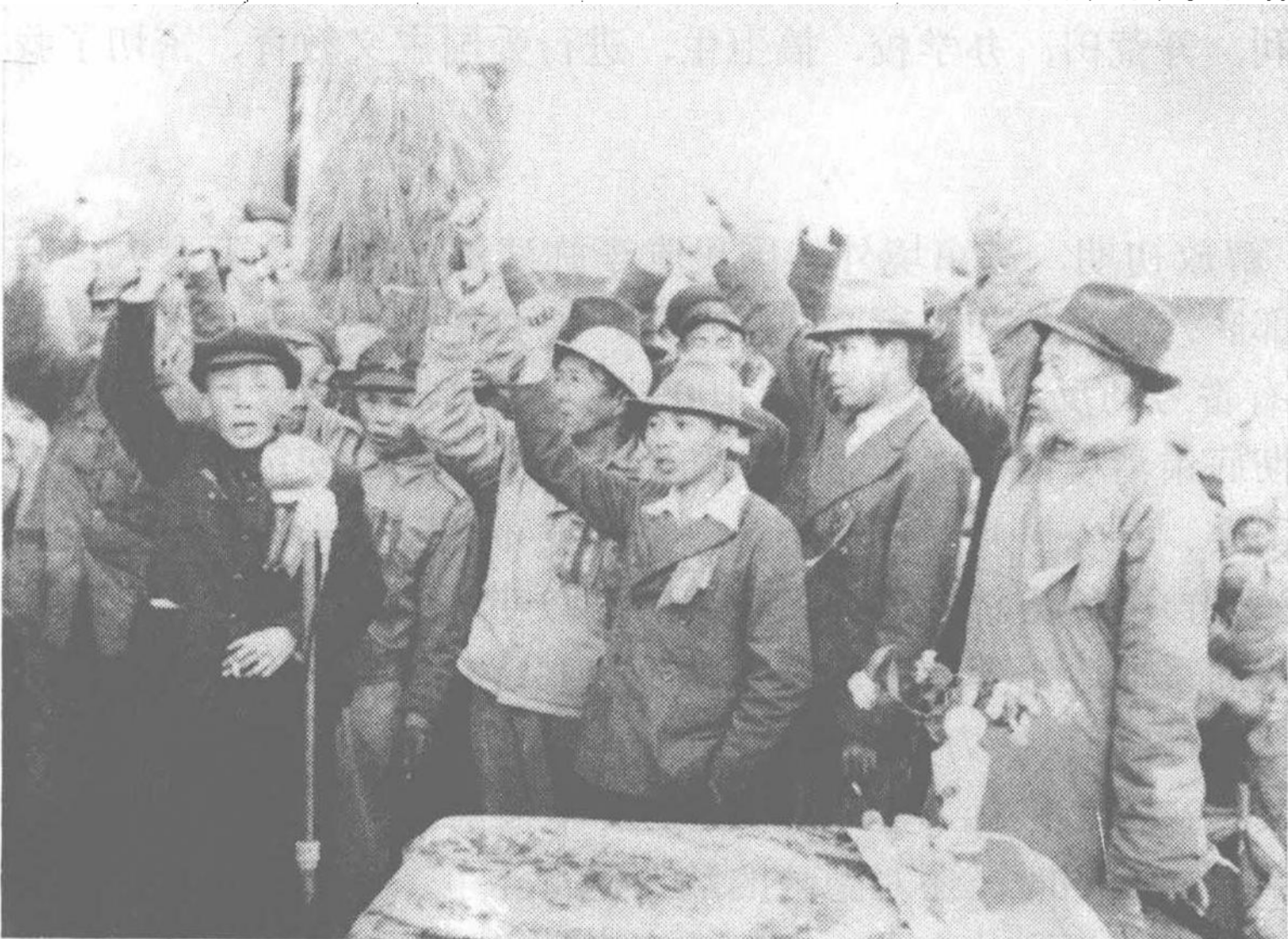
1950年中央民族访问团与滇西各土司座谈，芒市土司代办方克光带头呼喊口号“拥护共产党，拥护中央人民政府”

潞西县成立人民政权后，芒市土司暂时得到保留，经中国共产党的争取，1950年5月，方克光回到芒市，出任土司代办:20。1953年方克光病故，保山专区人民政府委员会批准其子方化龙继任芒市土司代办:159。1954年，方化龙宣布取消官租，随着土地改革运动的结束，芒市彻底废除封建领主制度，明朝中叶以来的土司制度结束:20。
末代芒市土司方御龙在1984年12月从缅甸回到芒市，担任潞西县政协副主席和德宏州政协委员:20，1987年因饮酒过量死于脑溢血。

## 地理与人口
芒市土司总面积约1,500平方公里:168。二十三世土司方云龙袭职时，向国民政府提交的申请颁委报告所列芒市土司辖地的疆界：东至象达交龙陵界，南至三台山交遮放界，西至黄草岭交南甸界，北至大关坡交龙陵界:31。
1939年，方克胜编办保甲制，统计芒市司辖境有人口5,100户，以每户5人计算共有25,500人，实际不止此数:168。1941年估计，总人口有35,000人左右:168。1949年统计，芒市境内有39,827人:110。

## 政治

### 统治阶层

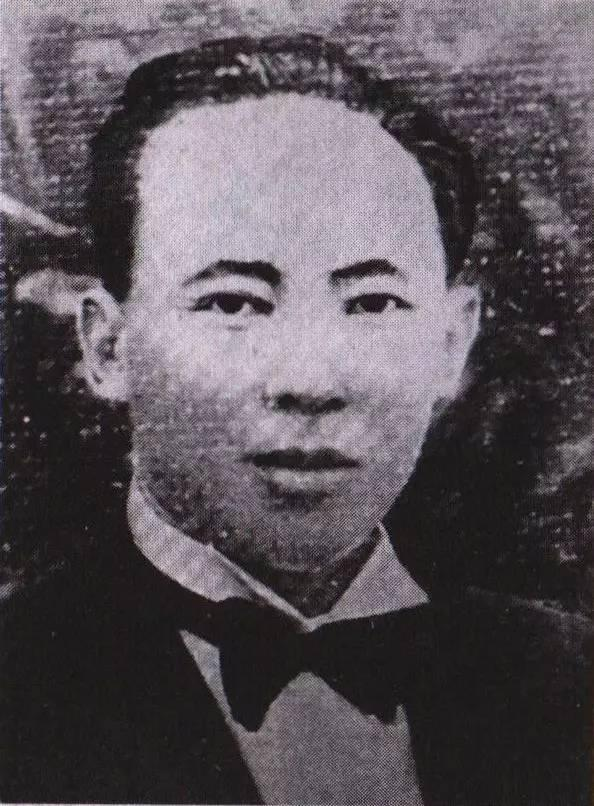
土司代办方克光

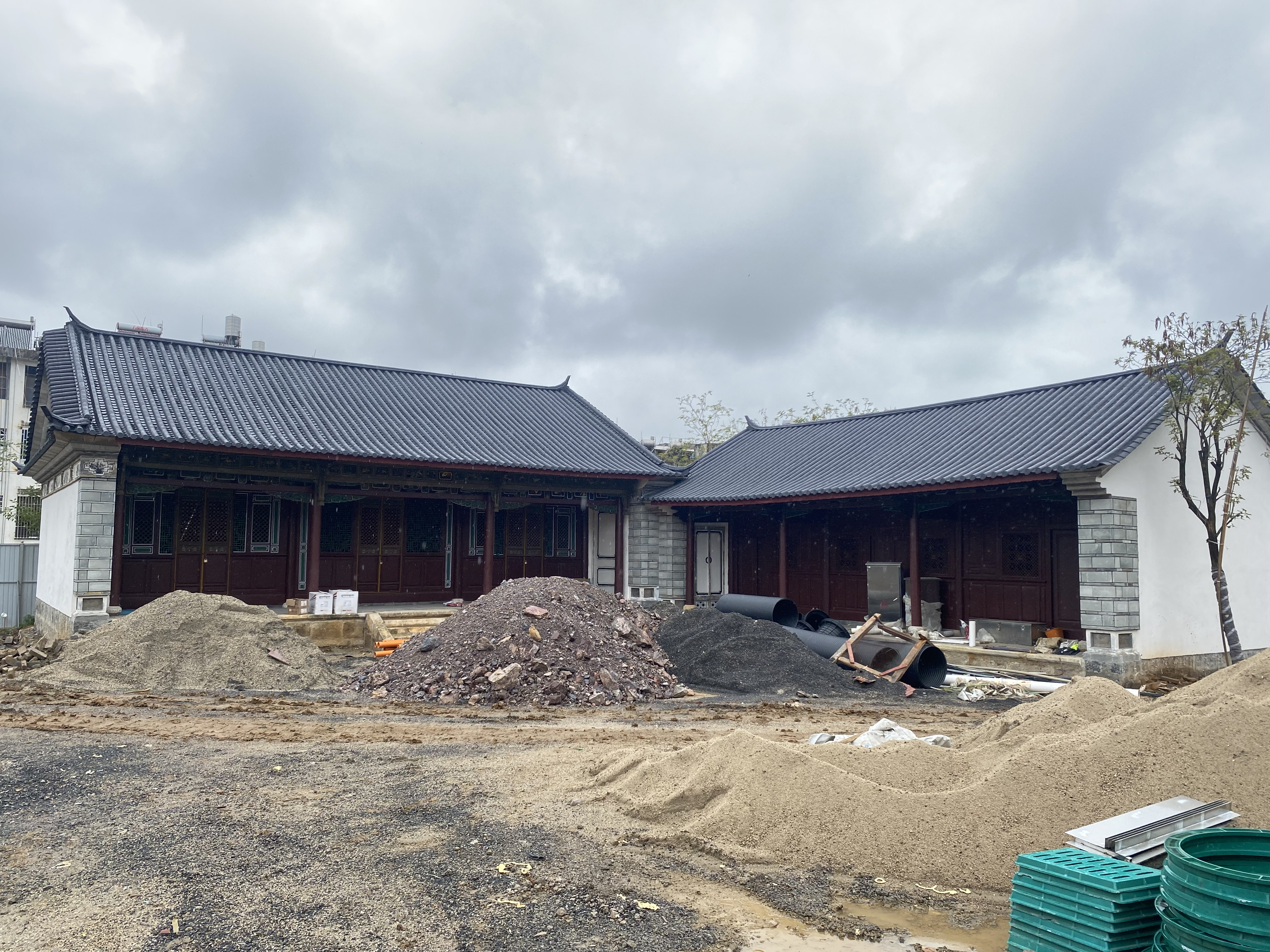
芒市安抚司护印府（重建）

芒市土司的统治集团由正印土司、代办、护印、护理、属官组成。正印土司是芒市的最高长官，有政治、军事、经济的绝对独裁权:21。当土司出缺或年幼不能理事时，设立土司代办，类似于摄政王，与土司有同样的权力和地位，代办由直系亲族推举，须有才干方能担任:21。土司的长弟任护印，职责为协助土司处理司务:21，此外直接领有4个村落:111。护理由土司的次弟担任:111，职权与护印相同，直接领有2个村落:111。有代办而无土司时，只设护理不设护印:21。此外，土司的正妻也有一定实权，土司印信交由正妻保管，称“印太”，土司过世后成为“祖太”，有干预政事的权力:469。
土司或代办的嫡系亲属、有办事能力及深受信任者，均可选任为属官（召发），芒市土司末期共有属官22人:21。40岁以上最具资望的封为“召勐”，40岁以下资望一般的封为“召准”，年轻且资望尚浅的封为“召印”:21。属官的职责包括：:21
1. 管理村寨，每个属官管理数量不等的村寨，多者可达十余个，由属官负责收租；
2. 轮流到土司署值班，负责处理日常事务、审理调节案件；
3. 受土司或代办指派到各村寨执行任务；
4. 担任土司或代办的临时“参议员”。

### 组织机构
土司衙门为芒市司的最高办事机构，土司下达命令后，由衙门相关部门通知基层政权办理:58。土司衙门设有“三班六房”作为行政机关：属官班、亲兵班、巡抚班、书房、总管房、差房、库房、茶房、厨房:163-164。属官班为行政机构，负责处理日常行政事务，由属官轮流值班，每班5天；亲兵班为军事机构，负有出剿和镇压的职责；巡抚班为司法机构，土司升堂审案时由巡抚班负责侦查、审讯、行刑，并管理监狱:163。书房处理司署内外文件，设有汉、傣文书；库房主管财务；总管房管理司署总务；差房管理差役；茶房负责烧茶水、通讯、接待；厨房负责司署的膳食:111。

### 行政区划

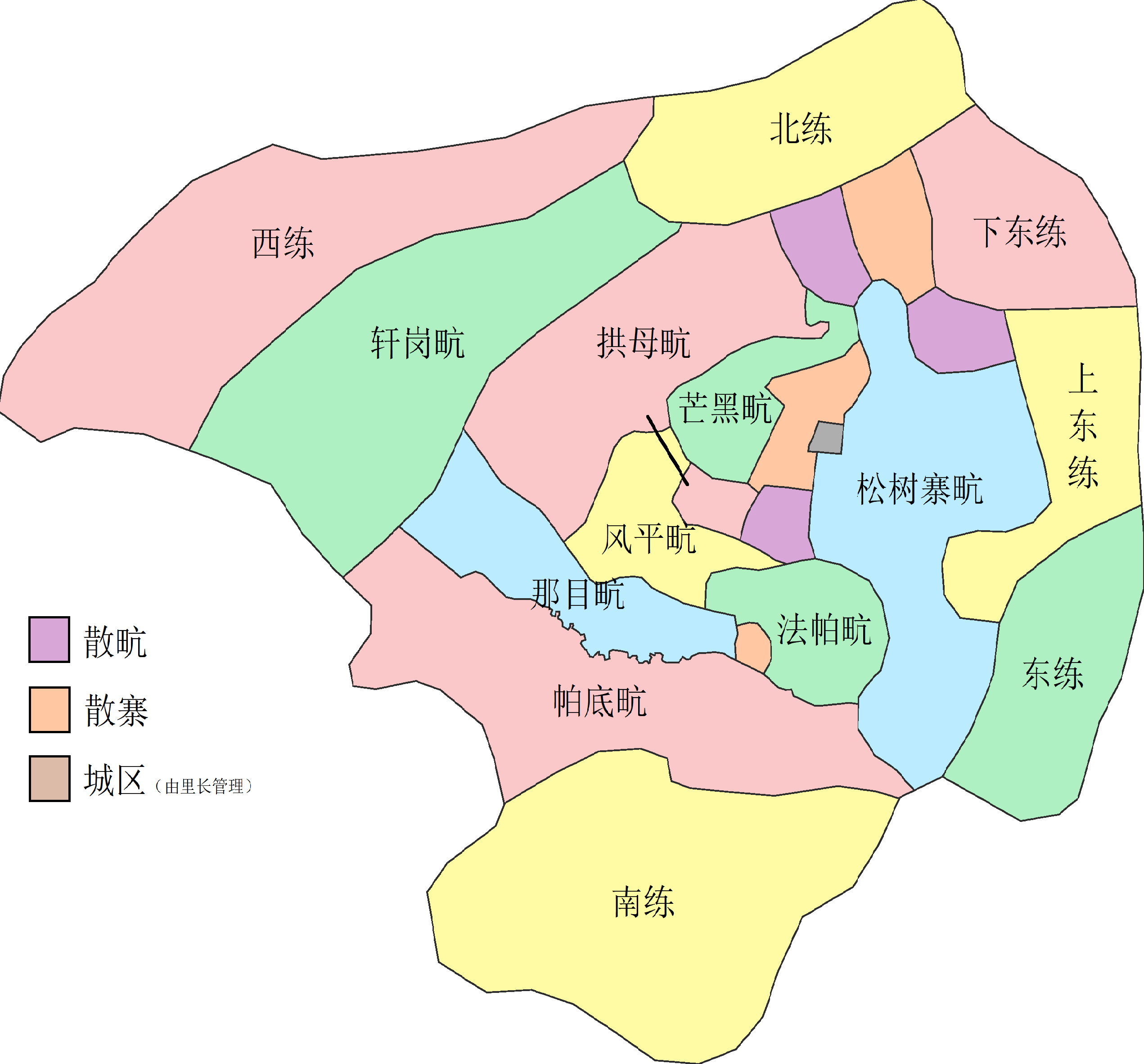
芒市土司行政区划略图

芒市土司的行政区划实行“㽘练制”，将芒市坝划为四大㽘、四小㽘和一个散㽘，在山区设有四大练和二小练:191-192。管理㽘的官员为“布㽘”，分为“㽘头”（正㽘）和“㽘尾”（副㽘），山区则为“练头”和“练尾”，㽘下辖村，村长称“布幸”，副村长称“布皆”:191，布㽘、布幸、布皆均由土司任命:192。每个傣族村落都有属官，是土司的代理人，地位凌驾于“布㽘”之上，职责是代表土司出面解决村民间的重大纠纷:191。
| 名称           | 㽘（练）头 | 㽘（练）尾 | 下辖村寨:191:160-161                                                                     | 总数 |
| -------------- | ---------- | ---------- | ---------------------------------------------------------------------------------------- | ---- |
| 大㽘           |            |            |                                                                                          |      |
| 法帕㽘         | 法帕       | 遮晏       | 坝么、景坎、那印、那老、那门、那赛、那牙、芒里                                           | 10   |
| 那目㽘         | 那目       | 弄么       | 法破、腊掌、项允、南景、允门                                                             | 7    |
| 风平㽘         | 风平       | 芒波       | 芒棒、等高、弄相、弄勐、芒烘                                                             | 7    |
| 芒黑㽘         | 芒黑       | 芒赛       | 那任、芒常、帕结、等相、那满、芒乃、非海、那怀、遮告                                     | 11   |
| 小㽘           |            |            |                                                                                          |      |
| 松树寨㽘       | 大湾       | 松树寨     | 雷门、户允、芒满、芒罕、芒杏、芒国、勐目、姐血、芒咩、那惹、盾中、芒老、芒燕             | 15   |
| 帕底㽘         | 帕底       | 弄转       | 弄坎、芒中、芒号、当连、户育、非红、下芒究、界桃、南相章、芒弄、杏弄                     | 13   |
| 拱母㽘         | 拱母       | 芒别       | 南改、蚌相、芒毛、光杏、内芒乖、外芒乖、提腊、芒掌、雷门、木立                           | 12   |
| 轩岗㽘         | 轩蚌       | 拉卡       | 芒牙、芒广、芒棒、芒滚、芒巷、芒薄、芒董、芒茂、那勒、邦瓦、拉哏、拉门、户弄、顿勐、棒丙 | 17   |
| 散㽘           |            |            |                                                                                          |      |
|                | 印金       | 芒坎       | 芒究、户贺、弄迈、芒排、那冒、户金、广门、那里                                           | 10   |
| 不列入㽘的散寨 |            |            |                                                                                          |      |
|                |            |            | 木康、街坡、芒蚌、勐内、勐盾、帕艮、等刚、丙午、XX、XX                                   | 10   |
| 大练           |            |            |                                                                                          |      |
| 东练           | 葫芦口     | 大香树     |                                                                                          |      |
| 西练           | 河头村     | 金竹园     |                                                                                          |      |
| 南练           | 勐戛       | 勐旺       |                                                                                          |      |
| 北练           | 河心厂     | 象滚塘     |                                                                                          |      |
| 小练           |            |            |                                                                                          |      |
| 上东练         | 油菜地     | 回贤       |                                                                                          |      |
| 下东练         | 坝竹       | 灰窑       |                                                                                          |      |

## 经济

### 土地制度
芒市土司实行领主土地所有制，全部土地以及动植物均由土司所有。土司通过多种形式将土地分给农民耕种，其中份地（官田）最多，约占土地总量的80%－90%，这类土地由土司在村社的代理人分配给农民，需向土司缴纳官租以及负担劳役:467。其他类型还有劳役田、薪俸田、私庄田、村寨公用田等，均不交官租。劳役田分给服固定劳役的村寨耕种；薪俸田交由司署人员、村寨头人等耕种，需向土司缴纳田租；私庄田是土司分给直系亲属的田地，亲属只有收益权，无占有权；村寨公用田是土司拨给村寨作为公共事业开支的田:62。新开垦的荒田一两年内不交官租，过了期限转为官田开始收租:468。
芒市土司的人口中，自耕农占大多数，佃农极少:169。民国时期，领主分配给农民的田地逐渐由以前的每年调整一次变为固定，农民占有长期的使用权:61，出现龙陵地主典买芒市农民的土地（使用权）的情况，将农民变为佃户，部分土地具有领主经济和地主经济的两重性:24。土司代办方克光曾设立公司，贷款给农民将土地赎回，但仍然无法阻止土地转移:24。

### 农业
清民时期，芒市坝区有70%－82%的耕地种植水稻，山区多种旱稻、玉米、荞麦，冬季种植豌豆、蚕豆、黄豆、大麦等农产:100。耕作粗放，只在春耕秋收时劳作，收成依靠天时，山区仍然使用刀耕火种的原始方法:100。因自然条件优越，尽管耕作落后，收成依旧可观，坝区有“种一年吃三年”的说法:100。经济作物有甘蔗，大部分用于土榨生产红糖:107。芒市土司地区盛产大烟，部分农民专以种烟为生，1939年国民政府推行禁烟令时，土司代办方克光曾致电省主席龙云及国民政府内政部，以“以免流离”为由请求缓行禁种烟令:127-128。1941年时，芒市土司辖境的人民均能糊口，生活较为平衡，少有盗贼和乞丐:169。

### 商业
芒市、轩岗、勐戛是土司辖境内的集镇，芒市的集市（街子）每五天一开，赶街人数达数千人，谷米为大宗，工业品甚少:98。抗日战争前，镇内有商店八户、摊贩十多户，销售棉纱、布匹、绸缎、食盐、煤油及其他杂货，商品多来自缅甸、昆明、腾冲、保山等地:98。滇缅公路通车后，芒市商店增至数十家，出现了经营分工:210。土司家族成员也会参与商业经营，方克光即与缅甸华侨梁金山合办“金光公司”，经营交通器材进出口:99。

### 金融
民国时期，芒市司地区主要流通半开银元，其次是缅甸卢比、印度卢比以及铜钱:29。1941年，集市上的汇率约为：新滇币二元换法币一元，法币四元换半开银元二枚，银元三枚半换卢比一元:166。富滇银行和中国银行在芒市开设有分理处，富滇银行负责办理法币的发行:36。

### 财税
芒市土司辖区的大部分耕地需缴纳官租，租率最低为总产量的20%，最高达40%以上:59。芒市土司四大㽘年收官银4,440两、官租22,220箩，其余㽘练年收官银1,160两、官租25,450箩，不属于㽘练的村寨则另外摊派:23。此外，民众还需负担多达70种的杂派，土司派驻村寨的属官会另向民众收缴“禄芒”（官爷租）:61，芒市土司的官租、杂派总额达到一般民众年收入的60%以上:62。方克光执政时期，将临时杂派折算成官租一次收交，按产量的20%征收，平时不再摊派:23。名义上减轻了民众负担，实际将坝区负担的八万箩官租官银增加到了三十万箩（将官银折合为粮食一并收取），杂派虽然减少，总负担却大大加重:23。1974年潞西县复查领主经济剥削量时作出统计，1949年芒市司产稻谷2,024.9万公斤，剥削量1,038.91万公斤，占粮食产量的51.3%（将劳役折合为稻谷计算在内）:97。
民众需要给土司服劳役，劳役分为固定指派的劳役，如“扫地寨”、“抬轿寨”全年每户出人专为土司扫地、抬轿，另外还有非固定的劳役，如种私田、修机场等:60，芒市司署每年派劳役多达5,400个工日:97。
明朝时期，芒市土司不定期向中央朝廷进贡方物，指定了金沙、香橙、橄榄、大芋、大蔗作为贡品，另外每年上缴差发银100两，实际远超此值:51-52，土司袭职时还需纳谷150石:204。清朝时差发银有所减少，年纳70两:204。

### 交通

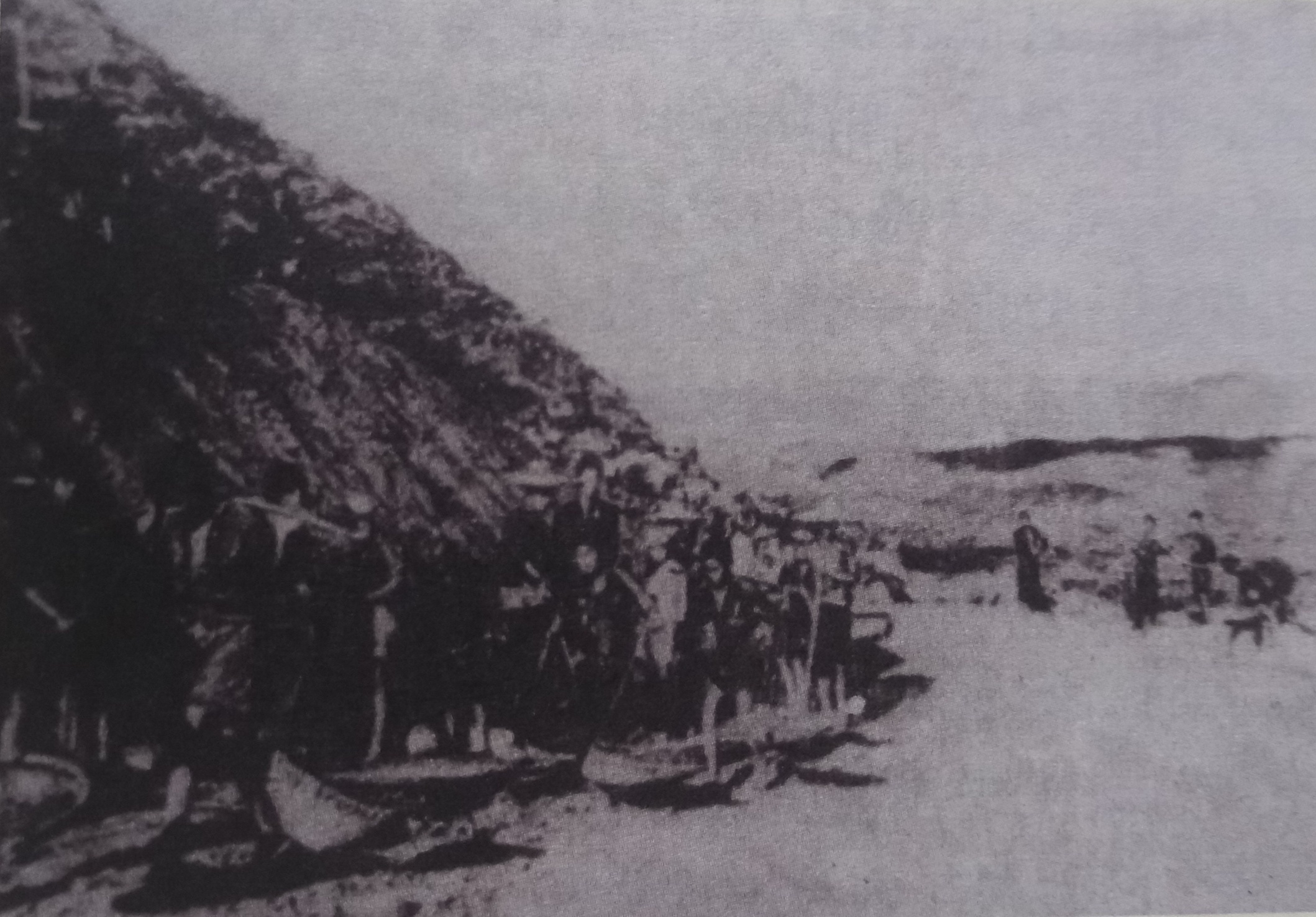
修筑滇缅公路

芒市有驿道连接外地，到昆明之间有23个马站，需要骑马一个月才能到达昆明，因此土司集团成员到过昆明的很少，但大部分都到过缅甸的八莫、腊戌、密支那、瓦城、仰光等地:476。芒市土司方克明、遮放土司多建勋常至缅甸拜佛，见到缅甸境内的公路与汽车，于是萌生了在芒市地区修筑车路、引进汽车的想法:97。二土司合议修建芒市经遮放、畹町到缅甸九谷的公路，聘请印度工程师勘测修筑，1931年芒市通车:152。土司和属官购入了私人轿车，末代芒市土司方御龙青年时的爱好就是开车兜风:66。1938年滇缅公路通车后，西南运输处芒市站、滇缅公路运输管理局芒市站、云南省疟疾研究所、中国银行芒市分行、富滇银行芒市分行等机构进驻芒市，经济逐渐繁荣:184-185。

## 文化

### 宗法与婚姻
芒市土司为世袭制，实行嫡长子继承制；嫡长子未袭而亡，传嫡长孙；嫡长孙死亡无嗣，以次子之子过继承袭；若土司无子嗣，则过继兄弟之子为嗣而袭位:473。
土司婚姻实行阶级内婚制与一夫多妻制，土司集团只与土司集团互婚，芒市土司与遮放、勐卯、南甸、干崖、陇川、潞江、耿马、孟定、木邦、户撒等是一个互婚集团。这种阶级婚姻只限于原配正室，纳妾不受此限:477。

### 教育

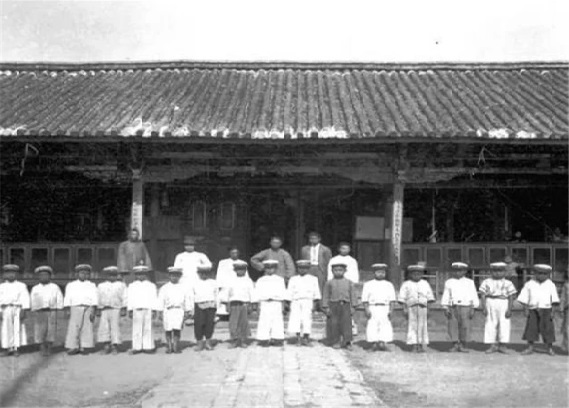
土司私邸头戴学生操帽身穿白灰色学生装的贵族学生，后排右二为方克胜

土司衙门中传统设有“教书”，聘请一名汉族教读教授土司子弟:63，一般先教汉话和礼节，然后学习汉文与书法，最终要能看懂省府州厅的公文、用汉文起草公函:465。在民间，宗教场所奘房兼办教育，招收十岁左右的男童进入奘房当“戛备”，教授傣文、巴利文、佛教经典、本草医药、剪纸绘画等:55。在山区汉族地区，大的村寨设有私塾，教授四书五经、《三字经》、《百家姓》、《千字文》、珠算等:56。科举时代，土司属官子女想要考取功名的，需前往龙陵县的书院学习:466。1932年，芒市土司设立“中正小学”，多为土司属官及汉族子女入学，傣族、景颇族不愿入学，认为“汉文学不得，学了将来会被拉去当兵”:24，家庭经济负担和教学师资匮乏也是芒市地区教育落后的重要原因:25。截止1948年，芒市中正小学共有分校24所，在校男生1,117人，女生487人，另外还有4所不属中正小学的各村寨自办小学:24。方克光（腾冲县立中学）、方克胜（仰光华侨中学）、方御龙（昆明南箐中学）等上层土司人员曾到外地留学:384。

### 宗教
芒市土司从一世放定正起:10，历代均信仰上座部佛教，逢太平盛世修建佛塔、佛寺成为土司的惯例，较为著名的有：九世土司放廷臣修建五云寺、菩提寺，十五世土司放作藩修建风平佛塔，十九世土司放承恩修建姐列金塔:385。上座部佛教摆奘派、左抵派、多列派、润派在芒市均有分布，土司家族信仰左抵和多列两派:385。

## 城镇建设

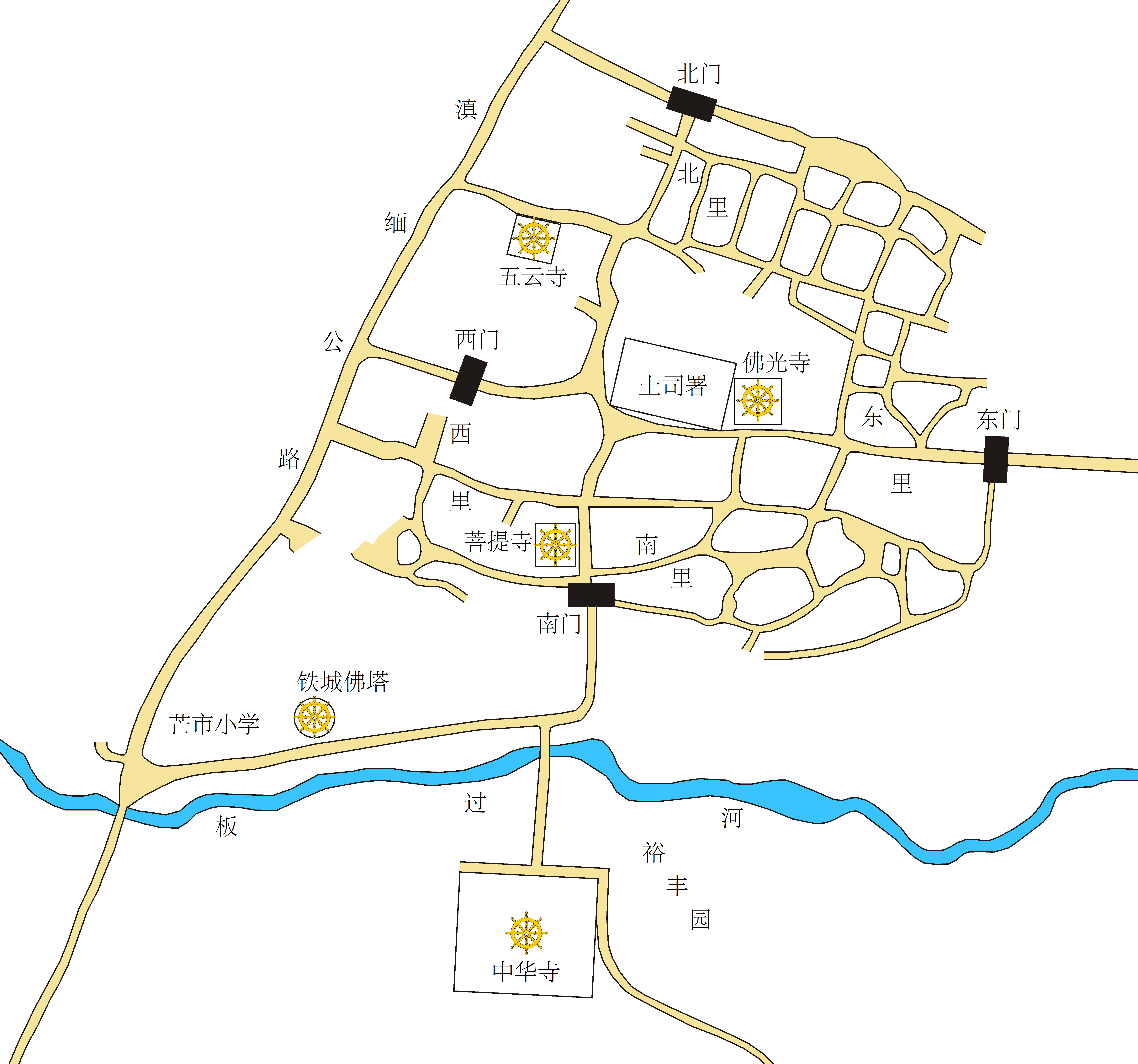
1950年的芒市城简图

芒市城座落在芒市坝的东部，城区划为东西南北四个里，设里长管理:17。1950年前的芒市，位于滇缅公路东侧、板过河北岸，由“城子”和“街子”两部分组成，城区面积1.5平方公里，有300多户4,950人:6。“城子”内的居民为世居的傣族，“街子”的居民多是福建、两广、龙陵县人以及部分抗日战争流落的军人:6。“城子”无城墙，早年用竹木桩做出四个城门，东门直通龙陵象达，南门位于菩提寺南面30米处，西门在今德宏交通集团大楼附近（潞西县法院旧址），北门在今芒市公安局南侧:28，民居多是竹土结构的草顶房四合院:54。“街子”在滇缅公路上，长两公里，当时称为“老街子”（今团结大街北段），街铺门市建在公路两侧，抗日战争前一度繁华:39。城内有2条街和17条狭窄短小的土面巷道，另一条街是今阔时路东段，长一公里、宽五米，也是芒市的市场，为农副产品集散地，街天（赶集的日子）每五天一次:28。

### 土司衙门

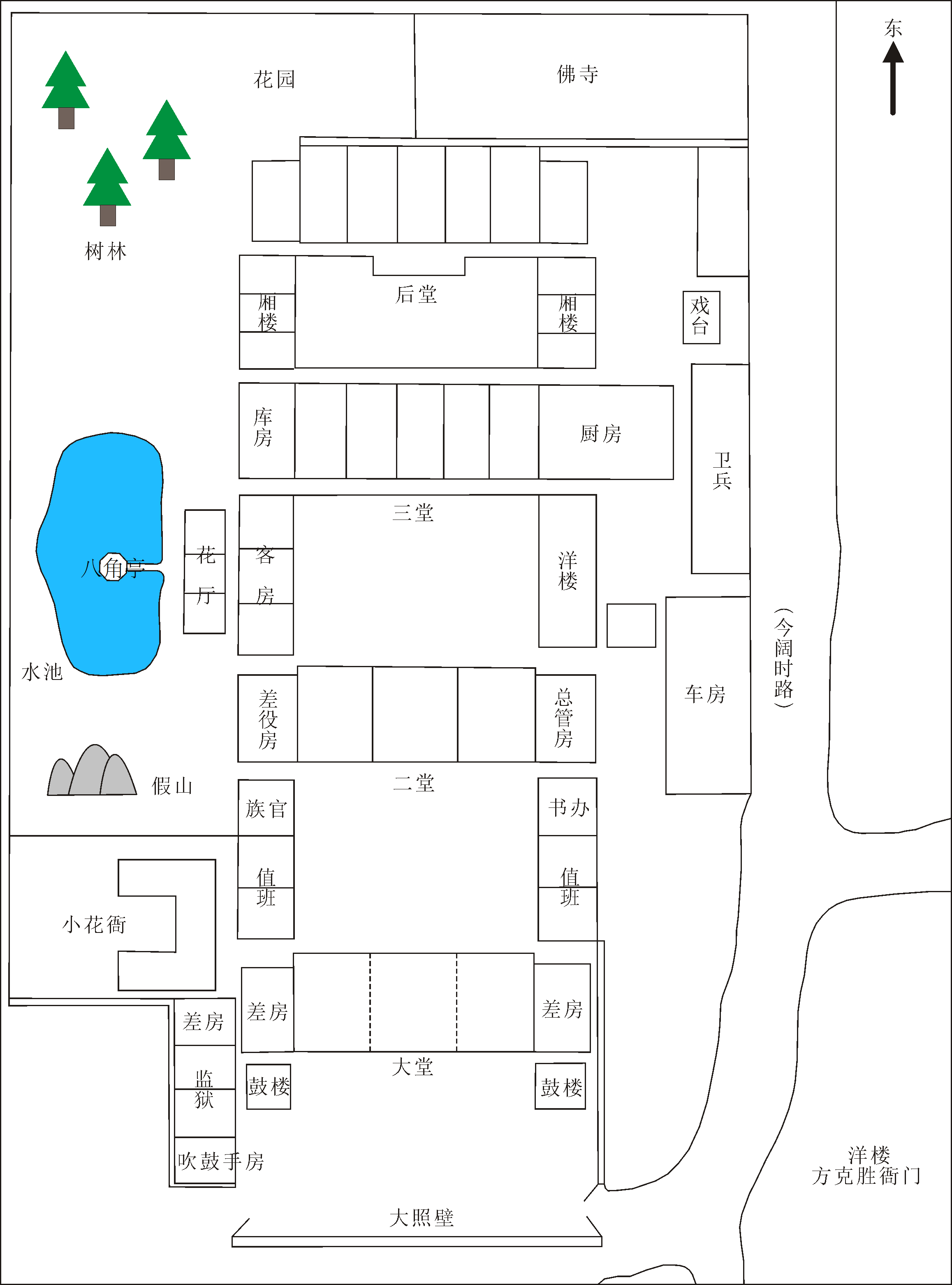
1940年的土司衙门平面图

土司衙门是城内最宏大的建筑，位置在今中共德宏州委政法委员会大院（德宏州检察院旧址）一带:470。土司衙门位于东里，坐东朝西，东西长180米，南北宽130米，呈长方形，占地面积23,400平方米，分头门、大堂、二堂、三堂、正堂，三堂五进（又说四堂四进、四堂五进）:470。衙门建筑为砖木瓦顶中式房屋，有飞檐雕花，但无斗拱，建有照壁，照壁南北两端各有大门，平常进出南大门:470，建筑结构及布局与南甸宣抚司署相似:171。大堂正对照壁，为三开间，宽不足6米，进深约7米:470。其他建筑有厢房、库房、差房、茶房、厨房、车库等，署内还建有假山园林:472。

## 武装力量
芒市安抚司是武职官，所授的印信、号纸均由兵部颁发，早期拥有相当的军事力量:383。到了近代，芒市土司豢养40名“亲兵”，用于保卫土司衙门，民国时期另设有招募的“保安队”:62。方克胜时期，芒市土司设立直属中队，有着军装的汉族士兵150人，武器有八二炮1门、重机枪6挺、轻机枪10挺、步枪、冲锋枪、手枪若干:62。方克胜出走缅甸时将土司武装一并带出，被缅甸政府收缴装备、遣散人员，土司武装消失:384。

## 对外关系
相互联姻导致滇西各土司之间的关系非常复杂，当土司出现困难时，有姻亲关系的土司会在经济、军事上给予支援，如1815年的芒市德昂族、傣族大起义，是在勐养护印（系南甸土司家族，其女嫁芒市土司为妻）为首，联合干崖、盏达等土司出兵相助、清廷及汉族地主共同镇压的:477。在中央政府执行“改土归流”时，各土司也会团结起来采取各种办法抵制:479。除了团结之外，各土司间也有相互攻击争夺的一面，例如1588年陇川土司叛乱时，曾将芒市攻下:9。

## 历代土司
芒市土司自1443年始，至1955年废，历512年，共24世：:482
| 世代       | 姓名        | 在位时间       | 年限 | 备注                                                                                     |
| ---------- | ----------- | -------------- | ---- | ---------------------------------------------------------------------------------------- |
| 第一世     | 放定正      | 1443－1459     | 16年 | 作战有功，受封长官司                                                                     |
| 第二世     | 放贞        | 1465年－1487年 | 22年 | 放定正之子                                                                               |
| 第三世     | 放革        | 1506年－1518年 | 12年 | 放贞之子                                                                                 |
| 第四世     | 放辅        | 1523年－1542年 | 19年 | 放革之子                                                                                 |
| 第五世     | 放福        | 1543年－1573年 | 30年 | 放辅之子                                                                                 |
| 第六世     | 放国忠      | 1573年－1591年 | 18年 | 放福之子，因与投缅的岳凤联姻，1591年与父亲放福一同被明军所杀                             |
| 第七世     | 放纬        | 1592年－1595年 | 4年  | 放姓族目，由刘綎奏请承袭土司                                                             |
| 第八世     | 放珀        | 1596年－1639年 | 43年 | 放纬次子                                                                                 |
| 第九世     | 放廷臣      | 1640年－1647年 | 7年  | 放珀之子，升任芒市安抚使，1647年与子国璋一同被缅兵掳至缅瓦                               |
| 第十世     | 放国璋      | 1648年－1658年 | 10年 | 放廷臣之子，1647年与父被掳至缅瓦，后被放回袭职                                           |
| 第十一世   | 放爱众      | 1661年－1664年 | 3年  | 放国璋之子                                                                               |
|            | 放廷弼 协理 | 1668年－1673年 | 5年  | 放廷臣胞弟，因放弥高年幼而扶幼协理                                                       |
| 第十二世   | 放弥高      | 1673年－1685年 | 12年 | 放爱众之子                                                                               |
|            | 放弥合 护理 | 1685年－1694年 | 9年  | 放弥高胞弟，因放天球年幼而护理司务                                                       |
| 第十三世   | 放天球      | 1696年－1713年 | 17年 | 放弥高之子                                                                               |
| 第十四世   | 放仁        | 1716年－1738年 | 22年 | 放天球长子                                                                               |
| 第十五世   | 放作藩      | 1741年－1770年 | 29年 | 放仁之子                                                                                 |
| 第十六世   | 放愈彰      | 1771年－1772年 | 1年  | 自缢身亡                                                                                 |
|            | 放作藩 署印 | 1772年－1774年 | 2年  | 放愈彰死后署印                                                                           |
| 第十七世   | 放愈著      | 1774年－1796年 | 22年 | 放作藩次子                                                                               |
| 第十八世   | 放泽重      | 1798年－1816年 | 18年 | 放愈著长子，后被革职，遣大理府安置                                                       |
|            | 放愈新 代办 | 1816年－1821年 | 5年  | 被起义军所杀                                                                             |
|            | 放泽浩 代办 | 1821年－？     | ？年 | 放泽重之堂兄，因意图夺土司位，后被平定                                                   |
| 第十九世   | 放承恩      | 1826年－1849年 | 23年 | 放泽重长子                                                                               |
|            | 放世恩 护理 | 1851年－1858年 | 7年  | 放泽重之子，放承恩胞弟，因放庆禄年幼而护理司务                                           |
| 第二十世   | 放庆禄      | 1875年－1877年 | 2年  | 放承恩继子、放世恩长子                                                                   |
|            | 放庆寿 护印 | 1879年－1889年 | 10年 | 放正德胞叔，因放正德年幼而护理司务                                                       |
|            | 放庆雍 代办 | 1889年－？     | ？年 | 放正德堂叔，放正德袭位后因尚年轻，请其代办事务                                           |
| 第二十一世 | 放正德      | 1889年－1910年 | 21年 | 放庆禄长子，放庆雍去世后才执掌司务                                                       |
| 第二十二世 | 方克明      | 1910年－1931年 | 21年 | 放正德长子                                                                               |
| 第二十三世 | 方云龙      | 1933年－1936年 | 3年  | 方克明长子                                                                               |
|            | 方克光 代办 | 1936年－1953年 | 17年 | 放正德三子，抗日战争结束后与方克胜同时为代办、相互争权，1950年从缅甸回芒市后继续担任代办 |
|            | 方克胜 代办 | 1944年－1948年 | 4年  | 放正德四子，抗日战争结束后与方克光同时为代办、相互争权，后赴台                           |
| 第二十四世 | 方御龙      | 1948年－1955年 | 7年  | 方克明五子，后长期在缅甸居住                                                             |
|            | 方化龙 代办 | 1953年－1955年 | 2年  | 方克光之子，继其父任代办，至1955年土司制度被废除                                         |

## 延伸阅读
- 《芒市土司历代简史》：方一龙根据傣文原本翻译，收录在《德宏州文史资料选辑 第二辑 （页面存档备份，存于）》
- 《芒市土司史》：方一龙根据傣文原本翻译（同上），后由方御龙增补，收录在《潞西县文史资料选辑 第一辑 （页面存档备份，存于）》
- 《芒市土司制度调查》：潞西县档案馆编写、张元庆修改，收录在《德宏傣族社会历史调查 （三） （页面存档备份，存于）》
- 《芒市安抚司》：李全民编写，收录在《德宏州文史资料选辑 第十辑 （页面存档备份，存于）》
- 《芒市土司史料纂编（初稿）》：匡大一编写，收录在《德宏史志资料 第七集 （页面存档备份，存于）》
- 《芒市土司制度情况调查》、《芒市司署机构和人员情况》：潞西市政协教科文卫体文史委员会编写，收录在《潞西市文史资料选辑 第三辑 （页面存档备份，存于）》